# 塔拉努什內
49°33′58″N 36°55′42″E / 49.56611°N 36.92833°E
塔拉努什內（羅馬化：Taranushyne）是位於烏克蘭東部哈爾科夫州伊久姆區巴拉克利亚市镇的村莊，始建於1907年，面積0.2平方公里，海拔高度101米，2001年人口51。